# Unsere Erde – Der Film
Unsere Erde – Der Film (Originaltitel: Earth) ist ein Dokumentarfilm der Regisseure Alastair Fothergill und Mark Linfield aus dem Jahr 2007. Die Produktion der BBC wird in Deutschland durch den Verleih Universum Film vertrieben.

## Handlung
Der Film zeigt Aufnahmen von Wildtieren, die fernab menschlicher Zivilisation leben. Außerdem beschreibt der Film die Pflanzenwelt der verschiedenen Klimazonen und gibt Informationen zur Geschichte des Lebens auf der Erde, vor allem über die Entstehung und Wirkung der Jahreszeiten auf die Tier- und Pflanzenwelt.
Die Reise beginnt 1.200 km südlich des Nordpols. Im März, wenn die Polarnacht endet, verlässt eine Eisbärenmutter zum ersten Mal mit ihren Jungen ihre Höhle, während ein Eisbärenmännchen auf den schmelzenden Eisschollen auf Nahrungssuche geht. 1600 km südlich des Nordpols beginnt die Tundra, wo Wölfe den riesigen Karibu-Herden folgen. Die nächste Station ist die Taiga, die größte Nadelbaumregion der Welt, wo Luchse und der extrem seltene Amurleopard zu Hause sind. Anschließend werden Tierarten in der gemäßigten Laubwaldzone gezeigt, unter anderem eine Mandarinente, deren Junge sich wagemutig zum ersten Mal aus ihrer Baumhöhle auf den Boden herunterfallen lassen. Im Himalaya müssen Jungfernkraniche einen gefährlichen Flug von Tibet nach Indien in 8.000 Metern Höhe vorbei an den höchsten Bergen der Welt überstehen, um zu ihren Überwinterungsgebieten im Süden zu gelangen. Im tropischen Regenwald Papua-Neuguineas werden Paradiesvögel bei ihrer auffälligen Balz gezeigt. In der Kalahari müssen Elefanten- und Kaffernbüffelherden lange Wanderungen bis zu den Wasserquellen des Okavango auf sich nehmen, um die Trockenzeit zu überstehen. Es wird eine nächtliche Elefantenjagd gezeigt, wobei ein Löwenrudel von 30 Tieren eine Elefantenkuh mit ihren Jungen angreift. Anschließend geht es in die Meere, wo mit Hilfe einer computergesteuerten Kamera ein Weißer Hai bei der Robbenjagd dargestellt wird. Die Kamera folgt den Fächerfischen beim Fischfang und einer Buckelwalmutter mit ihrem Jungen zu den Krillgründen im Südpolarmeer. Von den Adeliepinguinen in der Antarktis geht es nach dem Beginn des Südpolarwinters zurück zum Sommer am Nordpolarkreis, wo ein abgemagertes Eisbärmännchen auf seiner verzweifelten Suche nach Beute vergeblich eine Walrossherde angreift und schließlich an Entkräftung stirbt.
Der Film endet mit dem Appell, Maßnahmen gegen die globale Erwärmung zu ergreifen, da Forscher schon jetzt ein Aussterben der wilden Eisbärenpopulationen für das Jahr 2030 befürchten und ein Anstieg der Ozeantemperaturen zum Aussterben des für weite Teile der Meerespopulation lebensnotwendigen Planktons führt.

## Hintergrund
Mit Kosten von 30 Millionen Euro ist Unsere Erde einer der aufwändigsten Naturfilme. Die Dreharbeiten dauerten vom 10. Oktober 2003 bis zum 16. September 2006. Über 40 Kamerateams speicherten 1000 Stunden Filmmaterial, das an über 4.000 Drehtagen entstand. Die mehr als 200 Drehorte lagen in 26 Ländern der Erde.
Unsere Erde ist die erste Naturdokumentation, bei der die Cineflex-Heligimbal-Kamera zum Einsatz kam. Diese Kamera wird außen an einen Hubschrauber montiert und kann vom Cockpit aus per Joystick um 360° gedreht werden. Mit Hilfe von Gyroskopen wird die Kamera erschütterungsfrei befestigt. Dies ermöglicht verwackelungsfreie Aufnahmen aus einer Lufthöhe von bis zu 500 Metern, ohne dass die Kameraleute das natürliche Verhalten der Tiere stören.
Da der Einsatz von Hubschraubern am Gipfel des Mount Everest aufgrund der Flughöhe nicht möglich ist und sich mit dort einsetzbaren Flugzeugen aufgrund deren Geschwindigkeit keine guten Filmergebnisse erzielen lassen, kam ein Aufklärungsflugzeug der Armee Nepals bei den Dreharbeiten zum Einsatz. Auf diesem Wege gelang es erstmals, Luftaufnahmen dieses höchsten Gebirgszuges der Welt für eine Filmproduktion zu erstellen.
Das Filmmaterial wurde erstmals im Rahmen der TV-Dokumentarfilmreihe Planet Erde gezeigt. Der Kinofilm enthält aber auch zuvor nicht gezeigte Szenen. Manche Unterwasserszenen wurden aus dem BBC-Film Deep Blue bzw. der diesem Film zugrunde liegenden TV-Dokumentarfilmreihe Unser blauer Planet übernommen.
Die Stimme des Erzählers in der deutschen Version stammt von Ulrich Tukur, in der schweizerdeutschen Synchronisation von Mona Vetsch. Im englischen Original ist Patrick Stewart der Erzähler. Für den US-Markt wurde die Stimme von James Earl Jones verwendet. Paolo Bonolis sprach die italienische Fassung ein, Ken Watanabe ist in der japanischen und Anggun in der französischen Sprachversion zu hören.
Der Film wurde am 14. Juli 2007 auf dem Filmfest Vaduz in Liechtenstein uraufgeführt. In der Schweiz wurde der Film ab dem 10. Oktober 2007 gezeigt, der deutsche Kinostart war am 7. Februar 2008, in Österreich folgte der Filmstart einen Tag später. Am 6. Oktober 2008 war die Veröffentlichung auf DVD.
Erst am 22. April 2009, dem weltweiten Earth Day, lief der Film in den USA an. Dort wird er von Disneynature, einem Subunternehmen der Walt Disney Motion Pictures Group vertrieben.
Die Filmmusik wurde von den Berliner Philharmonikern eingespielt.
2013 wurde ein BBC-Video bekannt, in dem über manipulierte Szenen berichtet wird. So entstand eine Szene, in der eine Eisbärin nicht, wie im Film erzählt, in der Arktis ihre Jungen zur Welt bringt, sondern in einem niederländischen Zoo mit einer künstlich erzeugten Schneekulisse.

## Nationaler und internationaler Erfolg
Mit 3,8 Mio. Besuchern und einem Einspielergebnis von 29,9 Mio. US-Dollar gehört der Film zu den erfolgreichsten Naturdokumentationen der deutschen Kinogeschichte. In Großbritannien, wo er in 14 Kinos lief, floppte der Dokumentarfilm mit Einnahmen von 143.967 Dollar.
Weltweit spielte die Dokumentation 108,7 Millionen US-Dollar ein, davon entfallen 32,0 Millionen US-Dollar auf das US-Einspielergebnis.
Im März 2010 fand in Deutschland die Free-TV-Premiere statt, bei der eine Quote von rund 3,34 Millionen Fernsehzuschauern erreicht wurde.

## Kommentar des Regisseurs
„Würden wir diesen Film in zehn oder 20 Jahren drehen, könnten wir viele dieser außergewöhnlichen Bilder, die wir jetzt auf der großen Leinwand zeigen, gar nicht mehr einfangen“, gibt der Regisseur Alastair Fothergill zu bedenken. Weiterhin äußert er sich: „Der Film transportiert eine subtile, aber deshalb nicht weniger eindringliche Botschaft, welche alle, die sich »Unsere Erde – Der Film« anschauen, ermutigen soll, etwas dafür zu tun, unseren schönen, aber empfindlichen Planeten zu erhalten.“

## Kritik

### Deutsche Kritiken
Thomas Wolf lobte in der Frankfurter Rundschau die brillanten Tieraufnahmen, bemängelte jedoch, „dass der Kommentar das Wissensniveau aus Grzimeks Zeiten unterbietet und, dass die pathosgeladene Orchestermusik manche Szenen leicht vom Großartigen ins Lächerliche abgleiten lasse“.
Björn Helbig aus der Redaktion von Filmstarts hält den Film für „eine hervorragende Naturdokumentation“, bedauert jedoch zugleich, dass „die Geschlossenheit der TV-Serie, die sich jeweils einem bestimmten Thema (z. B. »Wasserwelten« oder »Wüstenwelten«, »Eiswelten«) widmete“, nicht erreicht werden konnte, so dass die Auswahl der gezeigten Episoden mitunter „willkürlich erscheint“. Darüber hinaus lobt Helbig „symbolträchtige Bilder“ sowie den Sprecher Ulrich Tukur.

### Internationale Kritiken
Jay Weissberg schrieb in der Variety, dass „der Film geradezu nach einer Aufführung in einem IMAX-Filmtheater rufen würde. Die Auflösung wirke so kristallklar und die Farben so echt, dass alles andere als eine flimmerfreie, makellose Leinwand ärgerlich wäre“.

## Auszeichnungen
Das niederländische Publikum verlieh dem Film den TV Krant Filmposter Award 2007 für das Filmplakat, das die Unterwasseraufnahme eines schwimmenden Eisbären zeigt.
Der Bogey Award wurde 2008 für über 1000 Besucher pro Kopie am Startwochenende verliehen.
Ebenfalls 2008 erhielt der Film die Goldene Leinwand für über 3 Millionen Kinobesucher in Deutschland.
Zudem wurde er 2009 mit dem Environmental Media Award ausgezeichnet.

## Fortsetzung
2017 wurde die Fortsetzung Unsere Erde 2 gedreht, bei dem das Leben an verschiedenen Orten der Erde an einem einzigen Tag dokumentiert wird. Der Film kam am 15. März 2018 in die deutschen Kinos. Erzähler der englischsprachigen Fassung ist Robert Redford, der chinesischen Jackie Chan und der deutschen Günther Jauch.